# Нердлен
Нердлен (нем. Nerdlen) — община в Германии, в земле Рейнланд-Пфальц. 
Входит в состав района Вульканайфель. Подчиняется управлению Даун.  Население составляет 227 человек (на 31 декабря 2010 года). Занимает площадь 4,45 км².